# Lazise
Lazise – miejscowość i gmina we Włoszech, w regionie Wenecja Euganejska, w prowincji Werona.

## Zaludnienie
Według danych na rok 2004 gminę zamieszkiwały 6053 osoby, 94,6 os./km².

## Miasta partnerskie
- Rosenheim, Niemcy